# 필리프 야코프 슈페너
필리프 야코프 슈페너(독일어: Philipp Jacob Spener, 1635년 1월 13일 ~ 1705년 2월 5일)는 독일의 루터교 신학자이자 경건주의의 창시자이다. 사후에 경건주의의 아버지로 불리었고, 또한 할레 대학의 창립에 많은 영향을 미쳤다.
요한 콘라트 단하우어의 제자이기도 했던 그는 독일 국가교회의 형식주의에 대해 비판하며, 가정에서 모이는 경건한 모임을 통해 경건한 서적 읽기, 기도 모임 등으로 서로 교제를 나누는 것이 보다 더 중요하다고 주장하며, 삶에서의 생동감 있는 경건의 생활의 중요성을 피력하였다.

## 생애와 신학

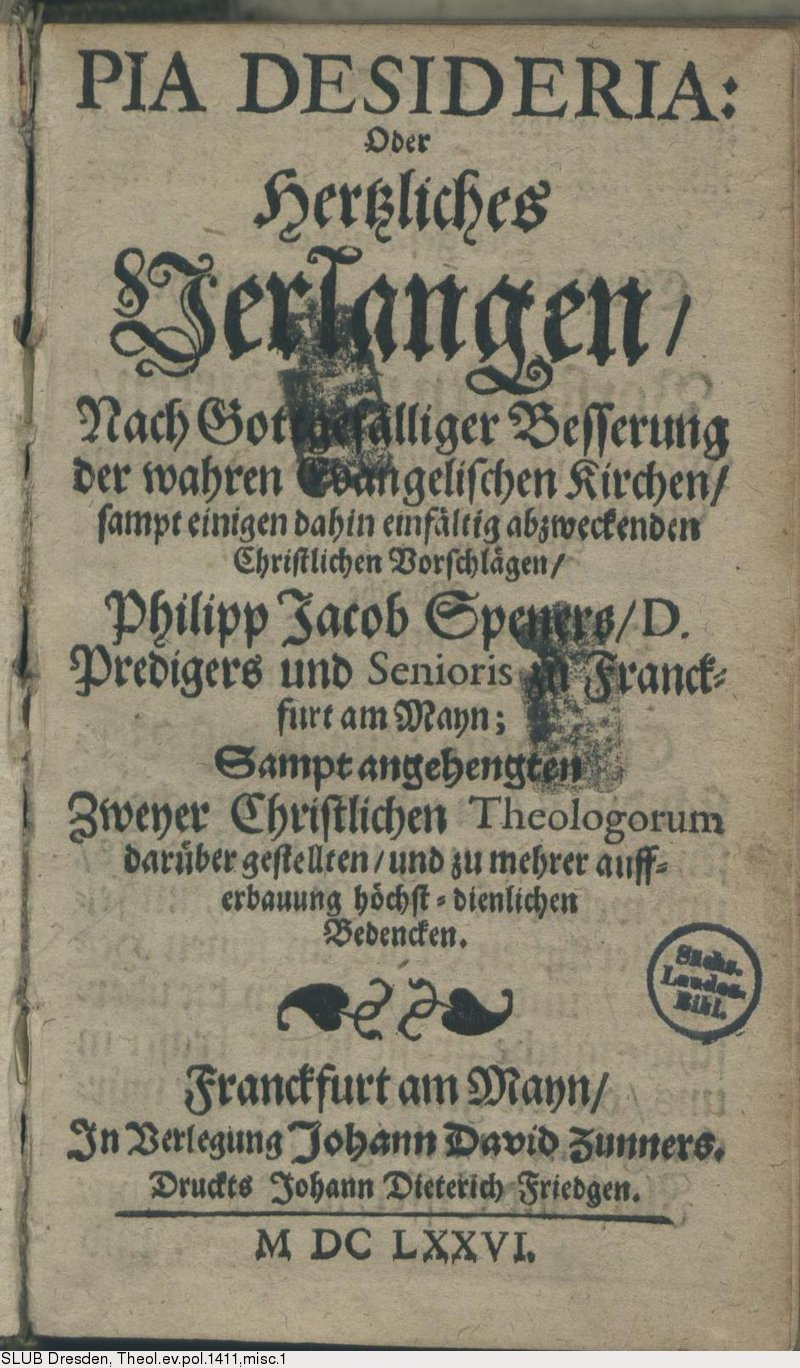
경건의 소원

요한 아른트, 테오필 그로쓰게바우어의 영향을 크게 받은 슈페너의 저술은 영적 갱생을 통한 개인적 변형에 중점을 두고 있다. 경건주의의 영역 안에 그를 두는 것은 개인적인 헌신과 경건에 대한 강조 때문이다. 그는 지식이 풍부하고 헌신적인 회원 개발을 통해 교회를 강화하고 새롭게 하고 싶었다. 그의 피아 데이시아에서 그는 이 개혁을 제정하는 방법에 대해 여섯 가지 제안을 했다. 설교 이외에 사적인 독서와 연구반을 통해 신자들에게 성경을 더 철저히 익히는 것, 교회의 모든 기능에서 평신도의 참여를 증가시키는 것, 신자들이 하나님에 대한 신앙과 지식을 실천하도록 강조하는 것, 가능할 때마다 논쟁을 피하면서 겸손과 사랑으로 종교 토론에 접근하는 것, 목회자들이 잘 교육 받았고 경건한 지 확인하는 것, 일반 신자에 대한 신앙 개발에 관한 설교에 초점을 맞추는 것 등이다. 이 제안들이 지적한 바와 같이, 그는 개인 신자들의 경건한 개입에 주로 의존하는 교회에 대한 긍정적 변화를 원했다.
비록 슈페너가 "경건주의의 아버지"라고 불리더라도 알브레히트 리츨(Gbrechichte des Pietismus, 제163항)은 수도원주의적, 율법주의적, 반 분리주의적 관습론을 옹호하지 않았기 때문에 "그는 경건주의자가 아니었다"고 주장한다. 경건주의가 그의 언행과 행동에 어느 정도 관련되어 있음에도 불구하고, 그가 루터교 당시의 정통 신앙에서 벗어난 유일한 두 가지는 참된 신학자는 반드시 갱생에 대한 요구와 유대인의 회심에 대한 기대를 가져야 한다고 했으며 교황권의 몰락은 교회의 승리의 서곡이라고 한 점이다. 그는 후기의 경건주의자들처럼 회심의 의적 위기의 의식식 필요성을 주장하지도 않았으며, 또한 기독교와 세속적인 삶의 완전한 단절을 장려하지도 않았다. 그는 모라비아 형제회의 지도자였던 진젠도르프의 대부 중의 한 사람이 되었다.

## 경건의 열망
슈페너는 자신의 저서 《경건의 열망》(Pia desideria, 1675)에서 신학 교육에 관한 6가지의 중요성을 피력하였다.
1. 기독교인들의 성경공부의 필요성.
2. 교회 안에서 평신도의 책임성 강조.
3. 교리적 배움보다 실천을 강조.
4. 교리 논쟁은 겸손함으로 해야 함.
5. 목회자의 신학 교육의 필요성과 함께 경건한 생활을 강조.
6. 설교내용 중 성도들의 내적 양육의 필요성을 강조.